# Trần Minh Chất
Trần Minh Chất (sinh ngày 1 tháng 9 năm 1959) là phó giáo sư ngành khoa học an ninh, tiến sĩ, Thiếu tướng Công an nhân dân Việt Nam. Ông hiện giữ chức vụ Phó Giám đốc Học viện Cảnh sát nhân dân.

## Tiểu sử
Trần Minh Chất sinh ngày 1 tháng 9 năm 1959, quê quán tại huyện Cẩm Khê, tỉnh Phú Thọ.
Trần Minh Chất là đảng viên Đảng Cộng sản Việt Nam.
Từ tháng 9 năm 2012 đến tháng 12 năm 2016, Trần Minh Chất là Đại tá, Phó Giám đốc Học viện Cảnh sát nhân dân.
Tháng 11 năm 2013, Trần Minh Chất được phong hàm Phó giáo sư ngành Khoa học an ninh (mã số giấy chứng nhận 2077/PGS).
Tháng 7 năm 2014, Trần Minh Chất là Phó Chủ tịch Hội đồng tuyển sinh, trưởng Ban coi thi Học viện Cảnh sát nhân dân.
Ngày 30 tháng 12 năm 2016, Đại tá Trần Minh Chất, Phó Bí thư Đảng ủy Đảng Cộng sản Việt Nam kiêm Phó Giám đốc Học viện Cảnh sát nhân dân được trao quyết định của Chủ tịch nước Việt Nam Trần Đại Quang thăng quân hàm Thiếu tướng Công an nhân dân Việt Nam.